# TGV-állomások listája
Ez a lista a francia TGV állomásait sorolja fel ábécé sorrendben.
| Név                                                 | Ország                                       | Közigazgatási egység                                              | Vasútvonal | Szolgáltatások | Kép |
| --------------------------------------------------- | -------------------------------------------- | ----------------------------------------------------------------- | --- | --- | --- |
| Amsterdam Centraal                                  | Hollandia                                    | Amszterdam                                                        | Amsterdam–Rotterdam-vasútvonal Nieuwediep–Amsterdam-vasútvonal Amsterdam–Arnhem-vasútvonal Amsterdam Centraal–Schiphol-vasútvonal Amsterdam–Zutphen-vasútvonal | Thalys Intercity-Express TGV Intercity direct Eurostar Sprinter ICE 78 Nightjet Intercity Berlijn Intercity European Sleeper |     |
| Antwerpen-Centraal                                  | Belgium                                      | Antwerpen                                                         | Antwerpen–Lage Zwaluwe-vasútvonal 27-es vonal line 59 (Infrabel) Brüsszel–Antwerpen-vasútvonal | Thalys TGV Line S1 S32 S33 S34 European Sleeper ligne S35 |     |
| Augsburg Hauptbahnhof                               | Németország                                  | Augsburg                                                          | München–Augsburg nagysebességű vasútvonal Augsburg–Nördlingen-vasútvonal Ulm–Augsburg-vasútvonal Augsburg–Buchloe-vasútvonal | Intercity-Express TGV Railjet FlixTrain RB 13 EuroNight Nightjet |     |
| Bahnhof Baden-Baden                                 | Németország                                  | Baden-Baden                                                       | Mannheim–Karlsruhe–Bázel nagysebességű vasútvonal | Intercity-Express TGV S 7 RE 2 (Baden-Württemberg) |     |
| Bahnhof Basel SNCF                                  | Svájc                                        | Bázel                                                             | Strasbourg–Bázel-vasútvonal | A15 Mulhouse Saint-Louis Basle TER TER 200 TGV A01 Strasbourg Mulhouse Bâle |     |
| Bahnhof Düsseldorf Flughafen                        | Németország                                  | Düsseldorf                                                        | Köln–Duisburg-vasútvonal | Intercity-Express TGV Thalys Rhein-IJssel-Express NRW-Express Rhein-Haard-Express S1 |     |
| Brig vasútállomás                                   | Svájc                                        | Brig-Glis                                                         | Simplon-vasútvonal Lötschberg-vasútvonal Briga–Domodossola-vasútvonal | TGV ligne R IC 6 IC 8 |     |
| Duisburg Hauptbahnhof                               | Németország                                  | Duisburg                                                          | Duisburg–Dortmund-vasútvonal Oberhausen–Arnhem-vasútvonal Witten/Dortmund–Oberhausen/Duisburg-vasútvonal Köln–Duisburg-vasútvonal Duisburg-Ruhrort–Mönchengladbach-vasútvonal Rheinhausen–Kleve-vasútvonal Troisdorf–Mülheim-Speldorf-vasútvonal Duisburg–Quakenbrück-vasútvonal                                       | Thalys Intercity-Express TGV Hamburg-Köln-Express ICE 78 Rhein-IJssel-Express FlixTrain Rhein-Haard-Express S2 S1 |     |
| Déli pályaudvar                                     | Belgium                                      | Saint-Gilles                                                      | észak-dél kapcsolat HSL 1 Line 124 (Infrabel) 28-as vasútvonal Linie 96 (Infrabel) line 50A (Infrabel) | TGV Intercity-Express Thalys Eurostar IZY Nightjet Intercity direct Line S10 Line S1 Line S2 Line S3 Line S6 Line S8 European Sleeper |     |
| Düsseldorf Hauptbahnhof                             | Németország                                  | Düsseldorf                                                        | Düsseldorf–Elberfeld-vasútvonal Köln–Duisburg-vasútvonal Mönchengladbach–Düsseldorf-vasútvonal | Thalys Intercity-Express TGV Hamburg-Köln-Express Rhein-IJssel-Express RE 10 Metropolitan ICE 10 ICE 78 FlixTrain Rhein-Haard-Express S68 S28 S6 S1 S8 S11 |     |
| Ebbsfleet International                             | Egyesült Királyság                           | Kent                                                              | CTRL | Eurostar TGV |     |
| Essen Hauptbahnhof                                  | Németország                                  | Essen                                                             | Witten/Dortmund–Oberhausen/Duisburg-vasútvonal Essen–Gelsenkirchen-vasútvonal Essen-Werden–Essen-vasútvonal | Thalys Intercity-Express TGV Hamburg-Köln-Express Metropolitan FlixTrain Albert Schweitzer Rhein-Haard-Express S6 S3 S2 S1 S9 |     |
| Estación de Barcelona Sants                         | Spanyolország                                | Sants                                                             | Madrid–Barcelona nagysebességű vasútvonal Sant Vicenç de Calders–Barcelona-vasútvonal Madrid-Barcelona-vasútvonal Barcelona-Manresa-Lleida-Almacelles-vasútvonal Barcelona-Vilafranca-Tarragona-vasútvonal | Alvia Alta Velocidad Española Trenhotel Alaris Avant Euromed TGV InterCity Elipsos Estrella Ouigo España Rodalies Barcelona 1-es vonal Rodalies de Barcelona 2-es vonal Rodalies Barcelona 3-as vonal Rodalies Barcelona 4-es vonal Línea R11 Línea R13 Línea R14 Línea R15 Línea R16 Línea 34 Línea 1 líne R2 sud ligne R2 Nord Iryo |     |
| Estación de Figueras-Vilafant                       | Spanyolország                                | Figueres                                                          | LGV Perpignan–Figueres Madrid–Barcelona nagysebességű vasútvonal | Alta Velocidad Española Avant Euromed TGV Elipsos Avlo |     |
| Estación de Gerona                                  | Spanyolország                                | Girona                                                            | Madrid–Barcelona nagysebességű vasútvonal Barcelona–Girona–Portbou-vasútvonal | Alta Velocidad Española Avant Euromed TGV Elipsos Estrella Avlo |     |
| Estación de Irún                                    | Spanyolország                                | Irun                                                              | Madrid-Hendaya-vasútvonal | Alvia Arco TGV InterCity C-1 line Cercanías San Sebastián |     |
| Frankfurt Hauptbahnhof                              | Németország                                  | Frankfurt am Main                                                 | Main-Neckar-Eisenbahn Main–Weser-vasútvonal Mainbahn Taunusbahn Limburger Bahn Homburger Bahn Frankfurt (Main) Hbf–Göttingen railway | TGV Intercity-Express Railjet S7 ICE 78 FlixTrain RE 4 |     |
| Freiburg (Breisgau) Hauptbahnhof                    | Németország                                  | Freiburg im Breisgau                                              | Höllentalbahn Mannheim–Karlsruhe–Bázel nagysebességű vasútvonal Freiburg–Colmar-vasútvonal | Intercity-Express TGV S1 (Breisgau) S11 (Breisgau) S2 (Breisgau) S10 (Breisgau) RB 27 (Baden-Württemberg) RE 7 (Baden-Württemberg) RB 26 (Baden-Württemberg) |     |
| Gare Aéroport Charles-de-Gaulle 2 TGV               | Franciaország                                | Tremblay-en-France Roissy-en-France                               | LGV Interconnexion Est Aulnay-sous-Bois-Roissy 2-RER-vasútvonal | TGV B RER-vonal Ouigo |     |
| Gare TGV Haute-Picardie                             | Franciaország                                | Ablaincourt-Pressoir                                              | LGV Nord | TGV Ouigo |     |
| Gare de Bayonne                                     | Franciaország                                | Bayonne Saint-Esprit                                              | Ligne de Bayonne à Allées-Marines Toulouse–Bayonne-vasútvonal Bordeaux–Irun-vasútvonal | TGV Intercités Ligne 51 Bordeaux-Hendaye Ligne 53 Bayonne-Pau-Tarbes Line 54 |     |
| Gare de Beaune                                      | Franciaország                                | Beaune                                                            | Párizs–Marseille-vasútvonal Beaune-Saint-Loup-de-la-Salle-vasútvonal | TGV LYON // MÂCON // DIJON TER Bourgogne 2-es vonal |     |
| Gare de Belfort - Montbéliard TGV                   | Franciaország                                | Meroux-Moval Territoire de Belfort                                | LGV Rhin-Rhône | TGV TGV inOui Lyria RegioExpress |     |
| Gare de Bellegarde                                  | Franciaország                                | Bellegarde-sur-Valserine Valserhône                               | Lyon–Genf-vasútvonal Bourg-en-Bresse-Bellegarde-vasútvonal Léaz–Saint-Gingolph-vasútvonal | TGV Lyria Léman Express Line 6 TER 03 Chambéry − Culoz − Genève |     |
| Gare de Besançon Franche-Comté TGV                  | Franciaország                                | Les Auxons                                                        | LGV Rhin-Rhône Besançon-Viotte–Vesoul-vasútvonal | TGV TGV inOui BESANÇON FRANCHE-COMTÉ TGV // BESANÇON VIOTTE |     |
| Gare de Besançon-Viotte                             | Franciaország                                | Besançon                                                          | Dole–Belfort-vasútvonal Besançon-Viotte–Le Locle-vasútvonal Besançon-Viotte–Vesoul-vasútvonal | TGV LA CHAUX-DE-FONDS // MORTEAU // BESANÇON VIOTTE BESANÇON FRANCHE-COMTÉ TGV // BESANÇON VIOTTE BESANÇON VIOTTE // LONS-LE-SAUNIER // BOURG-EN-BRESSE BESANÇON VIOTTE // DOLE // DIJON BESANÇON VIOTTE // MONTBÉLIARD // BELFORT VILLE |     |
| Gare de Biarritz                                    | Franciaország                                | Biarritz La Négresse                                              | Bordeaux–Irun-vasútvonal | TGV Intercités Ligne 51 Bordeaux-Hendaye |     |
| Gare de Bordeaux-Saint-Jean                         | Franciaország                                | Bordeaux                                                          | Párizs–Bordeaux-vasútvonal Bordeaux-i körgyűrű Bordeaux–Irun-vasútvonal Chartres–Bordeaux-vasútvonal Bordeaux–Sète-vasútvonal | TGV Intercités F41 Ligne 15 La Rochelle-Bordeaux Ligne 13 Angoulême-Bordeaux Ligne 31 Bordeaux-Limoges Ligne 31 Bordeaux-Périgueux Ligne 32 Bordeaux-Brive-Ussel Ligne 33 Bordeaux-Sarlat Ligne 42 Bordeaux-Pointe de Grave Ligne 43 Bordeaux-St-Mariens Ligne 44 Bordeaux-Agen Ligne 44 Bordeaux-Langon Ligne 45 Bordeaux-Mont de Marsan Ligne 51 Bordeaux-Hendaye Ligne 52 Bordeaux-Pau-Tarbes Bordeaux-Toulouse-Agen |     |
| Gare de Boulogne-Ville                              | Franciaország                                | Boulogne-sur-Mer                                                  | Longueau–Boulogne-vasútvonal | Intercités TGV K94+ K21 P73 K16 S05 |     |
| Gare de Bourg-Saint-Maurice                         | Franciaország                                | Bourg Saint Maurice                                               | Saint-Pierre-d'Albigny-Bourg-Saint-Maurice-vasútvonal | TGV Eurostar Intercités Thalys Neige TER 52 |     |
| Gare de Bourg-en-Bresse                             | Franciaország                                | Bourg-en-Bresse                                                   | Mouchard-Bourg-en-Bresse-vasútvonal Bourg-en-Bresse-Bellegarde-vasútvonal Mâcon-Ambérieu-vasútvonal Lyon-Saint-Clair-Bourg-en-Bresse-vasútvonal Bahnstrecke Chalon-sur-Saône–Bourg-en-Bresse | TGV Lyria BESANÇON VIOTTE // LONS-LE-SAUNIER // BOURG-EN-BRESSE BOURG-EN-BRESSE // DIJON Oyonnax - Bourg-en-Bresse - (Lyon) TER 32 Mâcon − Bourg en Bresse − Ambérieu |     |
| Gare de Brest                                       | Franciaország                                | Brest                                                             | Párizs–Brest-vasútvonal | TGV 01 Rennes - Brest 03 Brest - Quimper - Nantes 21 St Brieuc - Lannion - Morlaix - Brest 22 Morlaix - Landerneau - Brest 31 Quimper - Brest |     |
| Gare de Brive-la-Gaillarde                          | Franciaország                                | Brive-la-Gaillarde                                                | Orléans–Montauban-vasútvonal Coutras-Tulle-vasútvonal Brive-la-Gaillarde–Toulouse-vasútvonal Brive-Nexon-vasútvonal | TGV Intercités Ligne 22 Limoges-Uzerche-Brive Ligne 23 Limoges-St Yrieix-Brive Ligne 27 Brive-Ussel Ligne 32 Bordeaux-Brive-Ussel Brive-Cahors-Toulouse Rodez-Figeac-Brive Aurillac - Brive-la-Gaillarde |     |
| Gare de Béthune                                     | Franciaország                                | Béthune                                                           | Arras–Dunkirk-vasútvonal Fives-Abbeville-vasútvonal | TGV C50 P51 K50 P52 K52 P54 |     |
| Gare de Béziers                                     | Franciaország                                | Béziers                                                           | Bordeaux–Sète-vasútvonal Béziers-Neussargues-vasútvonal | TGV Intercités Alta Velocidad Española Elipsos Narbonne-Montpellier-Avignon Béziers-Millau-Clermont-Ferrand |     |
| Gare de Calais - Fréthun                            | Franciaország                                | Fréthun                                                           | LGV Nord Boulogne–Calais-vasútvonal | Eurostar TGV K92+ K94+ P73 |     |
| Gare de Calais-Ville                                | Franciaország                                | Calais                                                            | Boulogne–Calais-vasútvonal | TGV K21 P73 K16 P72 P54 K71 P71 S05 |     |
| Gare de Cannes                                      | Franciaország                                | Cannes                                                            | Marseille–Ventimiglia-vasútvonal | TGV Intercités Lyria ligne 3 ligne 4 ligne 6 |     |
| Gare de Carcassonne                                 | Franciaország                                | Carcassonne                                                       | Bordeaux–Sète-vasútvonal Carcassonne-Rivesaltes-vasútvonal | TGV Intercités TER Occitanie Elipsos Carcassonne-Limoux-Quillan |     |
| Gare de Chalon-sur-Saône                            | Franciaország                                | Chalon-sur-Saône                                                  | Párizs–Marseille-vasútvonal Bahnstrecke Chalon-sur-Saône–Bourg-en-Bresse | TGV LYON // MÂCON // DIJON |     |
| Gare de Chambéry - Challes-les-Eaux                 | Franciaország                                | Chambéry                                                          | Culoz–Modane-vasútvonal St-André-le-Gaz–Chambéry-vasútvonal | TGV TER 52 TER 53 TER 60 TER 54 Annecy − Chambéry Chambéry − Culoz − Genève Frecciarossa Eurostar |     |
| Gare de Champagne-Ardenne TGV                       | Franciaország                                | Bezannes                                                          | LGV Est | TGV C01 Sedan Charleville-Mézières Reims Champagne-Ardenne TGV C09 Reims Champagne-Ardenne TGV Épernay |     |
| Gare de Charleville-Mézières                        | Franciaország                                | Charleville-Mézières                                              | Soissons-Givet-vasútvonal Charleville-Mézières-Hirson-vasútvonal | Intercités K61 TGV C07 Charleville-Mézières Givet C01 Sedan Charleville-Mézières Reims Champagne-Ardenne TGV C08 Charleville-Mézières Sedan Carignan L26a Longwy Longuyon Charleville-Mézières |     |
| Gare de Châteauroux                                 | Franciaország                                | Châteauroux                                                       | Orléans–Montauban-vasútvonal Joué-lès-Tours-Châteauroux-vasútvonal | TGV Intercités 1.2 ORLÉANS // SALBRIS // VIERZON 1.3 VIERZON // CHÂTEAUROUX Ligne 21 Limoges-Châteauroux |     |
| Gare de Châtellerault                               | Franciaország                                | Châtellerault                                                     | Párizs–Bordeaux-vasútvonal Bahnstrecke Loudun–Châtellerault Bahnstrecke Châtellerault–Launay | TGV 2.5 TOURS // PORT DE PILES // POITIERS Ligne 11 Poitiers-Tours Ligne 12+ Châtellerault-Poitiers-Angoulême |     |
| Gare de Cluses                                      | Franciaország                                | Cluses                                                            | La Roche-sur-Foron–Saint-Gervais-vasútvonal | TGV Léman Express Line 3 TER 03 |     |
| Gare de Colmar                                      | Franciaország                                | Colmar                                                            | Strasbourg–Bázel-vasútvonal Colmar–Metzeral-vasútvonal | TGV TER 200 A01 Strasbourg Mulhouse Bâle A02a Strasbourg Sélestat Colmar (Mulhouse) A02b (Strasbourg) Colmar Bollwiller Mulhouse A19 Colmar Munster Metzeral |     |
| Gare de Croix - Wasquehal                           | Franciaország                                | Wasquehal                                                         | Fives-Mouscron-vasútvonal | TGV P80 |     |
| Gare de Culoz                                       | Franciaország                                | Culoz Culoz-Béon                                                  | Lyon–Genf-vasútvonal Culoz–Modane-vasútvonal | TGV TER 03 TER 35 Chambéry − Culoz − Genève |     |
| Gare de Dax                                         | Franciaország                                | Dax                                                               | Bordeaux–Irun-vasútvonal Puyoô-Dax-vasútvonal | TGV Ligne 51 Bordeaux-Hendaye Ligne 52 Bordeaux-Pau-Tarbes |     |
| Gare de Dijon-Ville                                 | Franciaország                                | Dijon                                                             | Párizs–Marseille-vasútvonal Dijon-Ville-Is-sur-Tille-vasútvonal Dijon-Ville-Saint-Amour-vasútvonal Dijon–Vallorbe-vasútvonal Dijon-Ville-Épinac-vasútvonal | TGV Intercités Lyria Trenitalia France BOURG-EN-BRESSE // DIJON AUXERRE // DIJON LYON // MÂCON // DIJON BESANÇON VIOTTE // DOLE // DIJON IS-SUR-TILLE // DIJON // LES LAUMES C06 Reims Châlons-en-Champagne Dijon C04 Mulhouse /Dijon Troyes Paris-Est L07 Nancy Neufchâteau Dijon |     |
| Gare de Dol-de-Bretagne                             | Franciaország                                | Dol-de-Bretagne                                                   | Rennes–Saint-Malo-vasútvonal Lison–Lamballe-vasútvonal | TGV 13 Rennes - Montreuil s/Ille - Dol-St Malo 17 Rennes - Dol - Dinan 24 Dol - Dinan - Lamballe - St Brieuc |     |
| Gare de Dole-Ville                                  | Franciaország                                | Dole                                                              | Dijon–Vallorbe-vasútvonal Chagny–Dole railway line Dole–Belfort-vasútvonal | TGV Lyria DOLE // PONTARLIER // SAINT-CLAUDE BESANÇON VIOTTE // DOLE // DIJON |     |
| Gare de Douai                                       | Franciaország                                | Douai                                                             | Párizs-Lille-vasútvonal Douai-Blanc-Misseron-vasútvonal | TGV K12 P44 K44 K40 K43 C40 P40 P41 P42 P43 K45 |     |
| Gare de Dunkerque                                   | Franciaország                                | Dunkerque                                                         | Arras–Dunkirk-vasútvonal | TGV K90+ K70 P72 K52 P70 S02 S03 S04 |     |
| Gare de Facture-Biganos                             | Franciaország                                | Biganos                                                           | Bordeaux–Irun-vasútvonal | TGV F41 Ligne 45 Bordeaux-Mont de Marsan Ligne 51 Bordeaux-Hendaye Ligne 52 Bordeaux-Pau-Tarbes |     |
| Gare de Forbach                                     | Franciaország                                | Forbach                                                           | Rémilly–Saarbrücken-vasútvonal | TGV Intercity-Express L15 Metz Rémilly Forbach Sarrebruck |     |
| Gare de Frasne                                      | Franciaország                                | Frasne                                                            | Dijon–Vallorbe-vasútvonal Frasne–Les Verrières-vasútvonal | TGV Lyria VALLORBE // FRASNE // PONTARLIER DOLE // PONTARLIER // SAINT-CLAUDE |     |
| Gare de Grenoble                                    | Franciaország                                | Grenoble                                                          | Lyon-Perrache-Grenoble-Marseille-vasútvonal Grenoble–Montmélian-vasútvonal | TGV TER 01 TER 62 TER 61 TER 63 TER 60 |     |
| Gare de Guingamp                                    | Franciaország                                | Guingamp                                                          | Párizs–Brest-vasútvonal Guingamp-Carhaix-vasútvonal Guingamp-Paimpol-vasútvonal | TGV 01 Rennes - Brest 21 St Brieuc - Lannion - Morlaix - Brest 25 Guingamp - Carhaix 25b Guingamp - Paimpol |     |
| Gare de La Baule-Escoublac                          | Franciaország                                | La Baule-Escoublac                                                | Saint-Nazaire-Le Croisic-vasútvonal | TGV 1 Nantes <> Saint-Nazaire <> Le Croisic |     |
| Gare de La Roche-sur-Yon                            | Franciaország                                | La Roche-sur-Yon                                                  | Nantes–Saintes-vasútvonal Les Sables-d'Olonne–Tours-vasútvonal Nantes-État-La Roche-sur-Yon par Sainte-Pazanne-vasútvonal | TGV Intercités 8 Nantes - La Roche sur Yon - Les Sables d'Olonne 9 Nantes - Luçon - La Rochelle 14 Les Sables d'Olonne - La Roche sur Yon - Bressuire - Saumur Ligne 10 Bressuire-Thouars-Saumur |     |
| Gare de La Rochelle-Ville                           | Franciaország                                | La Rochelle                                                       | Nantes–Saintes-vasútvonal ligne de La Rochelle-Ville à La Rochelle-Pallice Saint-Benoît-La Rochelle-Ville-vasútvonal | TGV 9 Nantes - Luçon - La Rochelle Ligne 14 Poitiers-La Rochelle Ligne 15 La Rochelle-Bordeaux Ligne 15 La Rochelle-Rochefort |     |
| Gare de La Souterraine                              | Franciaország                                | La Souterraine                                                    | Orléans–Montauban-vasútvonal | TGV 1.3 VIERZON // CHÂTEAUROUX Ligne 21 Limoges-Châteauroux |     |
| Gare de La Teste                                    | Franciaország                                | La Teste-de-Buch                                                  | Lamothe–Arcachon-vasútvonal ligne de La Teste à Cazaux-Lac | TGV F41 |     |
| Gare de Lamballe                                    | Franciaország                                | Lamballe Lamballe-Armor                                           | Párizs–Brest-vasútvonal Lison–Lamballe-vasútvonal | TGV 01 Rennes - Brest 16 Rennes - La Brohinière - St Brieuc 24 Dol - Dinan - Lamballe - St Brieuc |     |
| Gare de Landerneau                                  | Franciaország                                | Landerneau                                                        | Párizs–Brest-vasútvonal Savenay–Landerneau-vasútvonal | TGV 01 Rennes - Brest 22 Morlaix - Landerneau - Brest 31 Quimper - Brest |     |
| Gare de Landry                                      | Franciaország                                | Landry                                                            | Saint-Pierre-d'Albigny-Bourg-Saint-Maurice-vasútvonal | TGV Thalys TER 52 |     |
| Gare de Lannion                                     | Franciaország                                | Lannion                                                           | Plouaret–Lannion-vasútvonal | TGV 21 St Brieuc - Lannion - Morlaix - Brest |     |
| Gare de Laval                                       | Franciaország                                | Laval                                                             | Párizs–Brest-vasútvonal | TGV 14 Rennes - Vitré - Laval - Le Mans/Angers 22 Le Mans - Laval 27 Laval - Rennes |     |
| Gare de Lens                                        | Franciaország                                | Lens                                                              | Arras–Dunkirk-vasútvonal | TGV C51 C41 K51 P42 K52 |     |
| Gare de Libourne                                    | Franciaország                                | Libourne                                                          | Párizs–Bordeaux-vasútvonal Libourne-Buisson-vasútvonal | TGV Intercités F41 Ligne 13 Angoulême-Bordeaux Ligne 31 Bordeaux-Limoges Ligne 31 Bordeaux-Périgueux Ligne 32 Bordeaux-Brive-Ussel Ligne 33 Bordeaux-Sarlat |     |
| Gare de Lille-Europe                                | Franciaország                                | Lille Métropole Lille                                             | LGV Nord | TGV Thalys Eurostar K90+ K94+ K92+ |     |
| Gare de Lille-Flandres                              | Franciaország                                | Lille                                                             | Párizs-Lille-vasútvonal Lille–Fontinettes-vasútvonal Fives-Abbeville-vasútvonal | TGV K12 K40 K44 K45 K50 K51 K60 K61 K71 K80 C40 C41 C50 C51 C60 C70 P80 P81 K70 |     |
| Gare de Limoges-Bénédictins                         | Franciaország                                | Limoges                                                           | Orléans–Montauban-vasútvonal Dorat-Limoges-Bénédictins-vasútvonal Limoges-Bénédictins-Angoulême-vasútvonal Limoges-Bénédictins–Périgueux-vasútvonal | TGV Intercités 1.3 VIERZON // CHÂTEAUROUX Ligne 18 Angoulême-Limoges Ligne 21 Limoges-Châteauroux Ligne 22 Limoges-Uzerche-Brive Ligne 23 Limoges-St Yrieix-Brive Ligne 25 Limoges-Guéret-Felletin/Montluçon Ligne 26 Limoges-Ussel Ligne 31 Bordeaux-Limoges Ligne 31 Limoges-Périgueux |     |
| Gare de Lorient                                     | Franciaország                                | Lorient                                                           | Savenay–Landerneau-vasútvonal | TGV Intercités 02 Rennes - Quimper 03 Brest - Quimper - Nantes 19 Vannes - Lorient - Quimper |     |
| Gare de Lorraine TGV                                | Franciaország                                | Louvigny                                                          | LGV Est | TGV Intercity-Express |     |
| Gare de Lourdes                                     | Franciaország                                | Lourdes                                                           | Toulouse–Bayonne-vasútvonal Ligne de Lourdes à Pierrefitte-Nestalas | TGV Intercités Ligne 52 Bordeaux-Pau-Tarbes Intercités de Nuit Ligne 53 Bayonne-Pau-Tarbes Pau - Tarbes - Toulouse |     |
| Gare de Lyon-Part-Dieu                              | Franciaország                                | Lyon                                                              | Lyon–Genf-vasútvonal Párizs–Marseille-vasútvonal | TGV Intercités Eurostar Alta Velocidad Española Ouigo Lyria Elipsos TER 04 TER 10 LYON // MÂCON // DIJON LYON // PARAY-LE-MONIAL // NEVERS TER 52 TER 03 TER 32 TER 35 TER 54 Rhônexpress |     |
| Gare de Lyon-Saint-Exupéry TGV                      | Franciaország                                | Colombier-Saugnieu Satolas-et-Bonce                               | Combs-la-Ville-Saint-Louis-vasútvonal LGV Rhône-Alpes | TGV Ouigo |     |
| Gare de Mantes-la-Jolie                             | Franciaország                                | Mantes-la-Jolie                                                   | Párizs–Le Havre-vasútvonal Mantes-la-Jolie–Cherbourg-vasútvonal | TGV Intercités Transilien J vonal Transilien N Caen - Serquigny - Évreux - Paris Rouen-Vernon Giverny-Paris |     |
| Gare de Marne-la-Vallée - Chessy                    | Franciaország                                | Chessy                                                            | LGV Interconnexion Est | TGV Eurostar Ouigo A RER-vonal |     |
| Gare de Marseille-Saint-Charles                     | Franciaország                                | Marseille Saint-Charles                                           | Párizs–Marseille-vasútvonal Marseille–Ventimiglia-vasútvonal Lyon-Perrache-Grenoble-Marseille-vasútvonal Marseille-Saint-Charles-Marseille-Joliette-vasútvonal L’Estaque–Marseille-Joliette-vasútvonal | TGV Intercités Thalys Eurostar Ouigo Lyria TER Auvergne-Rhône-Alpes TER Occitanie Elipsos Alta Velocidad Española ligne 1 TGV inOui ligne 02 ligne 6 ligne 07A line 07B ligne 08 ligne 09 TER 10 ligne 11 ligne 12 ligne 13 |     |
| Gare de Massy TGV                                   | Franciaország                                | Massy                                                             | LGV Atlantique | TGV Ouigo |     |
| Gare de Menton                                      | Franciaország                                | Menton                                                            | Marseille–Ventimiglia-vasútvonal | TGV ligne 4 |     |
| Gare de Metz-Ville                                  | Franciaország                                | Metz                                                              | Lérouville-Metz-Ville-vasútvonal Metz-Ville-Zoufftgen-vasútvonal Réding–Metz-Ville-vasútvonal Metz–Anzeling-vasútvonal Metz–Château-Salins-vasútvonal Conflans - Jarny-Metz-Ville-vasútvonal | TGV Intercités TER 200 A14 Strasbourg Saverne Metz L01 Nancy - Metz - Luxembourg L15 Metz Rémilly Forbach Sarrebruck L16 Metz Béning Sarreguemines Bitche L30 Metz Hagondange Conflans-Jarny Verdun L28 Metz Bar-le-Duc Épernay L02 Metz Thionville Apach Perl Trèves |     |
| Gare de Meuse TGV                                   | Franciaország                                | Les Trois-Domaines                                                | LGV Est | TGV |     |
| Gare de Miramas                                     | Franciaország                                | Miramas                                                           | Párizs–Marseille-vasútvonal | TGV ligne 07A line 07B ligne 08 ligne 09 TER 10 ligne 11 |     |
| Gare de Modane                                      | Franciaország                                | Modane                                                            | Culoz–Modane-vasútvonal Torino–Modane-vasútvonal | TGV treno regionale TER 53 |     |
| Gare de Monaco-Monte-Carlo                          | Monaco                                       | Ravin de Sainte-Dévote La Condamine                               | Marseille–Ventimiglia-vasútvonal | TGV ligne 4 |     |
| Gare de Montauban-Ville-Bourbon                     | Franciaország                                | Montauban                                                         | Bordeaux–Sète-vasútvonal Orléans–Montauban-vasútvonal Ligne de Lexos à Montauban-Ville-Bourbon Montauban-Ville-Bourbon-La Crémade-vasútvonal | TGV Intercités Bordeaux-Toulouse-Agen Brive-Cahors-Toulouse |     |
| Gare de Montbard                                    | Franciaország                                | Montbard                                                          | Párizs–Marseille-vasútvonal | TGV AUXERRE // DIJON |     |
| Gare de Montpellier-Saint-Roch                      | Franciaország                                | Montpellier                                                       | Tarascon–Sète-Ville-vasútvonal Paulhan-Montpellier-vasútvonal | TGV Intercités Ouigo Alta Velocidad Española Elipsos ligne 11 Narbonne-Montpellier-Avignon |     |
| Gare de Montpellier-Sud-de-France                   | Franciaország                                | Montpellier                                                       | Nîmes–Montpellier nagysebességű vasútvonal | TGV Fret SNCF Ouigo Intercités |     |
| Gare de Morlaix                                     | Franciaország                                | Morlaix                                                           | Párizs–Brest-vasútvonal Morlaix-Roscoff-vasútvonal Morlaix-Carhaix-vasútvonal | TGV 01 Rennes - Brest 21 St Brieuc - Lannion - Morlaix - Brest 22 Morlaix - Landerneau - Brest |     |
| Gare de Mouchard                                    | Franciaország                                | Mouchard                                                          | Dijon–Vallorbe-vasútvonal Mouchard-Bourg-en-Bresse-vasútvonal | TGV Lyria BESANÇON VIOTTE // LONS-LE-SAUNIER // BOURG-EN-BRESSE DOLE // PONTARLIER // SAINT-CLAUDE |     |
| Gare de Moûtiers - Salins - Brides-les-Bains        | Franciaország                                | Moûtiers                                                          | Saint-Pierre-d'Albigny-Bourg-Saint-Maurice-vasútvonal | Eurostar TGV Thalys TER 52 |     |
| Gare de Mulhouse-Ville                              | Franciaország                                | Mulhouse                                                          | Párizs–Mulhouse-vasútvonal Strasbourg–Bázel-vasútvonal Müllheim–Mulhouse-vasútvonal | TGV Lyria TER 200 A15 Mulhouse Saint-Louis Basle TER A01 Strasbourg Mulhouse Bâle A02a Strasbourg Sélestat Colmar (Mulhouse) A02b (Strasbourg) Colmar Bollwiller Mulhouse A16 Mulhouse Belfort A17 Mulhouse Thann Kruth C04 Mulhouse /Dijon Troyes Paris-Est RB 28 |     |
| Gare de Mâcon-Loché-TGV                             | Franciaország                                | Mâcon Loché                                                       | Combs-la-Ville-Saint-Louis-vasútvonal LGV Sud-Est | TGV |     |
| Gare de Mâcon-Ville                                 | Franciaország                                | Mâcon                                                             | Párizs–Marseille-vasútvonal Mâcon-Ambérieu-vasútvonal | TGV LYON // MÂCON // DIJON (Dijon) - Mâcon - Lyon Mâcon − Bourg en Bresse − Ambérieu |     |
| Gare de Nancy-Ville                                 | Franciaország                                | Nancy                                                             | Párizs-Strasbourg-vasútvonal | TGV Intercités A13 Strasbourg Nancy L04 Nancy Épinal Remiremont L11 Nancy St-Dié-des-Vosges L25 Nancy Conflans-Jarny Longwy C02 Strasbourg Nancy Bar-le-Duc / St-Dizier Paris-Est L07 Nancy Neufchâteau Dijon L12 Nancy Blainville-Damelevières Lunéville L01 Nancy - Metz - Luxembourg L29a Nancy Toul Bar-le-Duc Revigny L06a Nancy Pont-St-Vincent |     |
| Gare de Nantes                                      | Franciaország                                | Nantes Malakoff - Saint Donatien                                  | Tours–Saint-Nazaire-vasútvonal Nantes–Saintes-vasútvonal Nantes-Orléans-Châteaubriant-vasútvonal | TGV Intercités Ouigo 03 Brest - Quimper - Nantes 04 Rennes - Redon - Nantes 1 Nantes <> Saint-Nazaire <> Le Croisic 1bis Nantes <> Savenay 2 Nantes <> Redon <> Rennes 4 Angers <> Nantes 5 Nantes <> Ancenis 6 Nantes - Cholet 8 Nantes - La Roche sur Yon - Les Sables d'Olonne 9 Nantes - Luçon - La Rochelle 10 Nantes - Ste Pazanne - Pornic 11 Nantes - Challans - Saint Gilles Croix de Vie 19 Nantes - Angers - Saumur T1 Nantes - Châteaubriant T2 Nantes - Vertou - Clisson 2.6 ORLÉANS // TOURS // SAUMUR // NANTES |     |
| Gare de Narbonne                                    | Franciaország                                | Narbonne                                                          | Bordeaux–Sète-vasútvonal Narbonne–Portbou-vasútvonal Narbonne–Bize-vasútvonal | TGV Intercités Alta Velocidad Española TER Occitanie Elipsos Narbonne-Montpellier-Avignon |     |
| Gare de Niort                                       | Franciaország                                | Niort                                                             | Chartres–Bordeaux-vasútvonal Saint-Benoît-La Rochelle-Ville-vasútvonal La Possonnière-Niort-vasútvonal | TGV Ligne 14 Poitiers-La Rochelle Ligne 17 Niort-Saintes-Royan |     |
| Gare de Nîmes                                       | Franciaország                                | Nîmes                                                             | Tarascon–Sète-Ville-vasútvonal Saint-Germain-des-Fossés-Nîmes-Courbessac-vasútvonal | TGV Intercités Ouigo Alta Velocidad Española TER Occitanie Elipsos ligne 11 Narbonne-Montpellier-Avignon Nîmes-Aigues-Mortes-Le Grau-du-Roi Nîmes-Alès-Clermont-Ferrand/Marvejols Nîmes - Pont-Saint-Esprit |     |
| Gare de Nîmes - Manduel - Redessan                  | Franciaország                                | Manduel Redessan                                                  | Tarascon–Sète-Ville-vasútvonal Nîmes–Montpellier nagysebességű vasútvonal | TGV ligne 11 Narbonne-Montpellier-Avignon |     |
| Gare de Pau                                         | Franciaország                                | Pau                                                               | Toulouse–Bayonne-vasútvonal Pau–Canfranc-vasútvonal | TGV Intercités Ligne 52 Bordeaux-Pau-Tarbes Ligne 53 Bayonne-Pau-Tarbes Ligne 55 Pau-Bedous Pau - Tarbes - Toulouse |     |
| Gare de Perpignan                                   | Franciaország                                | Perpignan                                                         | Narbonne–Portbou-vasútvonal LGV Perpignan–Figueres Perpignan-Villefranche - Vernet-les-Bains-vasútvonal Perpignan-Thuir-vasútvonal | TGV Intercités Alta Velocidad Española TER Occitanie Elipsos Perpignan-Villefranche-Vernet-les-bains |     |
| Gare de Plouaret-Trégor                             | Franciaország                                | Plouaret                                                          | Párizs–Brest-vasútvonal Plouaret–Lannion-vasútvonal | TGV 01 Rennes - Brest 21 St Brieuc - Lannion - Morlaix - Brest |     |
| Gare de Poitiers                                    | Franciaország                                | Poitiers                                                          | Párizs–Bordeaux-vasútvonal | TGV Intercités 2.5 TOURS // PORT DE PILES // POITIERS Ligne 11 Poitiers-Tours Ligne 12+ Châtellerault-Poitiers-Angoulême Ligne 14 Poitiers-La Rochelle Ligne 24 Limoges-Poitiers |     |
| Gare de Pontarlier                                  | Franciaország                                | Pontarlier                                                        | Frasne–Les Verrières-vasútvonal Neuchâtel-Pontarlier-vasútvonal | TGV RegioExpress VALLORBE // FRASNE // PONTARLIER DOLE // PONTARLIER // SAINT-CLAUDE |     |
| Gare de Pornichet                                   | Franciaország                                | Pornichet                                                         | Saint-Nazaire-Le Croisic-vasútvonal | TGV 1 Nantes <> Saint-Nazaire <> Le Croisic |     |
| Gare de Quimper                                     | Franciaország                                | Quimper                                                           | Savenay–Landerneau-vasútvonal ligne de Quimper à Pont-l'Abbé railway line Quimper — Douarnenez-Tréboul | TGV Intercités 02 Rennes - Quimper 03 Brest - Quimper - Nantes 19 Vannes - Lorient - Quimper 31 Quimper - Brest |     |
| Gare de Quimperlé                                   | Franciaország                                | Quimperlé                                                         | Savenay–Landerneau-vasútvonal | TGV Intercités 02 Rennes - Quimper 03 Brest - Quimper - Nantes 19 Vannes - Lorient - Quimper |     |
| Gare de Redon                                       | Franciaország                                | Redon                                                             | Rennes–Redon-vasútvonal Savenay–Landerneau-vasútvonal | TGV Intercités 02 Rennes - Quimper 03 Brest - Quimper - Nantes 04 Rennes - Redon - Nantes 15 Rennes - Messac - Redon - Vannes 2 Nantes <> Redon <> Rennes |     |
| Gare de Reims                                       | Franciaország                                | Reims                                                             | Soissons-Givet-vasútvonal Épernay–Reims-vasútvonal Reims-Laon-vasútvonal Châlons-en-Champagne-Reims-Cérès-vasútvonal | TGV Intercités C06 Reims Châlons-en-Champagne Dijon C10 Reims Laon C11 Reims Fismes C01 Sedan Charleville-Mézières Reims Champagne-Ardenne TGV C09 Reims Champagne-Ardenne TGV Épernay |     |
| Gare de Remiremont                                  | Franciaország                                | Remiremont                                                        | Épinal-Bussang-vasútvonal Remiremont-Cornimont-vasútvonal | TGV L04 Nancy Épinal Remiremont |     |
| Gare de Rennes                                      | Franciaország                                | Rennes                                                            | Párizs–Brest-vasútvonal Châteaubriant-Rennes-vasútvonal Rennes–Redon-vasútvonal Rennes–Saint-Malo-vasútvonal | TGV Ouigo 01 Rennes - Brest 02 Rennes - Quimper 04 Rennes - Redon - Nantes 09 Rennes - Janzé - Châteaubriant 13 Rennes - Montreuil s/Ille - Dol-St Malo 14 Rennes - Vitré - Laval - Le Mans/Angers 15 Rennes - Messac - Redon - Vannes 16 Rennes - La Brohinière - St Brieuc 17 Rennes - Dol - Dinan 2 Nantes <> Redon <> Rennes 27 Laval - Rennes Caen-St Lo-Coutances-Granville-Rennes |     |
| Gare de Rosporden                                   | Franciaország                                | Rosporden                                                         | Savenay–Landerneau-vasútvonal Rosporden-Concarneau-vasútvonal | TGV Intercités 02 Rennes - Quimper 03 Brest - Quimper - Nantes 19 Vannes - Lorient - Quimper |     |
| Gare de Roubaix                                     | Franciaország                                | Roubaix                                                           | Fives-Mouscron-vasútvonal | TGV K80 P80 |     |
| Gare de Rouen-Rive-Droite                           | Franciaország                                | Rouen                                                             | Párizs–Le Havre-vasútvonal | TGV Intercités K45 P45 Rouen-Barentin-Yvetot Rouen-Dieppe Rouen-Le Havre Rouen - Caen Rouen-Vernon Giverny-Paris Rouen-Elbeuf |     |
| Gare de Sablé                                       | Franciaország                                | Sablé-sur-Sarthe                                                  | Le Mans–Angers-vasútvonal Sablé-Montoir-de-Bretagne-vasútvonal | TGV 21 Le Mans - Angers - Nantes |     |
| Gare de Saint-Avre-La Chambre                       | Franciaország                                | Saint-Avre                                                        | Culoz–Modane-vasútvonal | TGV TER 53 |     |
| Gare de Saint-Brieuc                                | Franciaország                                | Saint-Brieuc                                                      | Párizs–Brest-vasútvonal Saint-Brieuc–Pontivy-vasútvonal Ligne Saint-Brieuc - Le Légué | TGV 01 Rennes - Brest 16 Rennes - La Brohinière - St Brieuc 21 St Brieuc - Lannion - Morlaix - Brest 24 Dol - Dinan - Lamballe - St Brieuc |     |
| Gare de Saint-Dié-des-Vosges                        | Franciaország                                | Saint-Dié-des-Vosges                                              | Strasbourg–Saint-Dié-vasútvonal Arches-Saint-Dié-vasútvonal Lunéville-Saint-Dié-vasútvonal | TGV A08 Strasbourg Saâles St Dié des Vosges Épinal L11 Nancy St-Dié-des-Vosges |     |
| Gare de Saint-Gervais-les-Bains-Le Fayet            | Franciaország                                | Saint-Gervais-les-Bains                                           | La Roche-sur-Foron–Saint-Gervais-vasútvonal Saint-Gervais–Vallorcine-vasútvonal | TGV Léman Express Line 3 TER 03 Saint-Gervais–Vallorcine-vasútvonal |     |
| Gare de Saint-Jean de Maurienne - Vallée de l'Arvan | Franciaország                                | Saint-Jean-de-Maurienne                                           | Culoz–Modane-vasútvonal | TGV TER 53 |     |
| Gare de Saint-Jean-de-Luz - Ciboure                 | Franciaország                                | Saint-Jean-de-Luz                                                 | Bordeaux–Irun-vasútvonal | TGV Ligne 51 Bordeaux-Hendaye |     |
| Gare de Saint-Maixent                               | Franciaország                                | Saint-Maixent-l’École                                             | Saint-Benoît-La Rochelle-Ville-vasútvonal | TGV Ligne 14 Poitiers-La Rochelle |     |
| Gare de Saint-Malo                                  | Franciaország                                | Saint-Malo                                                        | Rennes–Saint-Malo-vasútvonal | TGV 13 Rennes - Montreuil s/Ille - Dol-St Malo |     |
| Gare de Saint-Michel - Valloire                     | Franciaország                                | Saint-Michel-de-Maurienne                                         | Culoz–Modane-vasútvonal | TGV TER 53 |     |
| Gare de Saint-Nazaire                               | Franciaország                                | Saint-Nazaire                                                     | Tours–Saint-Nazaire-vasútvonal Saint-Nazaire-Le Croisic-vasútvonal | TGV 1 Nantes <> Saint-Nazaire <> Le Croisic |     |
| Gare de Saint-Omer                                  | Franciaország                                | Saint-Omer                                                        | Lille–Fontinettes-vasútvonal | TGV P54 K71 P71 |     |
| Gare de Saint-Pierre-des-Corps                      | Franciaország                                | Saint-Pierre-des-Corps                                            | Párizs–Bordeaux-vasútvonal Vierzon–Saint-Pierre-des-Corps-vasútvonal | TGV Intercités 2.1 ORLÉANS // BLOIS-CHAMBORD // TOURS 2.2 TOURS // VIERZON // BOURGES // NEVERS 2.6 ORLÉANS // TOURS // SAUMUR // NANTES |     |
| Gare de Saint-Étienne-Châteaucreux                  | Franciaország                                | Saint-Étienne                                                     | Moret–Lyon-vasútvonal Saint-Georges-d'Aurac-Saint-Étienne-Châteaucreux-vasútvonal | TGV Le Puy - Firminy - Saint-Étienne - (Lyon) Roanne − Saint-Étienne Clermont − Thiers − Montbrison − Saint-Étienne TER 10 |     |
| Gare de Sallanches - Combloux - Megève              | Franciaország                                | Sallanches                                                        | La Roche-sur-Foron–Saint-Gervais-vasútvonal | TGV Léman Express Line 3 TER 03 |     |
| Gare de Saumur                                      | Franciaország                                | Saumur                                                            | Chartres–Bordeaux-vasútvonal Tours–Saint-Nazaire-vasútvonal | TGV Intercités 14 Les Sables d'Olonne - La Roche sur Yon - Bressuire - Saumur 19 Nantes - Angers - Saumur 2.6 ORLÉANS // TOURS // SAUMUR // NANTES Ligne 10 Bressuire-Thouars-Saumur |     |
| Gare de Sens                                        | Franciaország                                | Sens                                                              | Párizs–Marseille-vasútvonal Montargis-Sens-vasútvonal Bahnstrecke Coolus–Sens | TGV PARIS BERCY CORBIGNY/AVALLON PARIS // LAROCHE-MIGENNES // AUXERRE SAINT-GERVAIS |     |
| Gare de Strasbourg                                  | Franciaország                                | Strasbourg Gare - Tribunal                                        | Párizs-Strasbourg-vasútvonal Noisy-le-Sec-Strasbourg-Ville-vasútvonal Strasbourg–Bázel-vasútvonal Strasbourg-Lauterbourg-vasútvonal Strasbourg–Saint-Dié-vasútvonal Appenweier–Strasbourg-vasútvonal | TGV Intercity-Express Intercités TER 200 Saverne ⥋ Sélestat via Strasbourg-Ville Strasbourg-Ville ⥋ Haguenau Strasbourg-Ville ⥋ Molsheim A01 Strasbourg Mulhouse Bâle A09 Strasbourg Lauterbourg Wörth A05 Strasbourg Haguenau Niederbronn Bitche A02a Strasbourg Sélestat Colmar (Mulhouse) A02b (Strasbourg) Colmar Bollwiller Mulhouse A03 Strasbourg Saverne Sarrebourg A06/L20 Strasbourg Sarreguemines Sarrebruck A07 Strasbourg Obernai Barr Sélestat A08 Strasbourg Saâles St Dié des Vosges Épinal A11 Strasbourg Kehl Offenbourg A13 Strasbourg Nancy A14 Strasbourg Saverne Metz A34 Strasbourg Wissembourg (Neustadt) C02 Strasbourg Nancy Bar-le-Duc / St-Dizier Paris-Est RS 4 |     |
| Gare de Surgères                                    | Franciaország                                | Surgères                                                          | Saint-Benoît-La Rochelle-Ville-vasútvonal | TGV Ligne 14 Poitiers-La Rochelle |     |
| Gare de Sète                                        | Franciaország                                | Sète                                                              | Bordeaux–Sète-vasútvonal Tarascon–Sète-Ville-vasútvonal | TGV Intercités Narbonne-Montpellier-Avignon Elipsos |     |
| Gare de Tarbes                                      | Franciaország                                | Tarbes                                                            | Toulouse–Bayonne-vasútvonal Morcenx–Bagnères-de-Bigorre-vasútvonal | TGV Intercités Ligne 52 Bordeaux-Pau-Tarbes Ligne 53 Bayonne-Pau-Tarbes Pau - Tarbes - Toulouse |     |
| Gare de Thionville                                  | Franciaország                                | Thionville                                                        | Mohon–Thionville-vasútvonal | TGV Intercités L01 Nancy - Metz - Luxembourg L27 Thionville Longuyon Charleville-Mézières L02 Metz Thionville Apach Perl Trèves |     |
| Gare de Thonon-les-Bains                            | Franciaország                                | Thonon-les-Bains                                                  | Léaz–Saint-Gingolph-vasútvonal | TGV Léman Express Line 1 |     |
| Gare de Toulon                                      | Franciaország                                | Toulon                                                            | Marseille–Ventimiglia-vasútvonal | TGV Intercités Lyria ligne 1 ligne 02 ligne 6 |     |
| Gare de Toulouse-Matabiau                           | Franciaország                                | Toulouse                                                          | Bordeaux–Sète-vasútvonal Brive-la-Gaillarde–Toulouse-vasútvonal Toulouse–Bayonne-vasútvonal | TGV Intercités Auch - Colomiers - Toulouse Elipsos Aurillac-Figeac-Toulouse Bordeaux-Toulouse-Agen Pau - Tarbes - Toulouse Latour-de-Carol-Foix-Toulouse TER Occitanie Mazamet-Castres-Toulouse Brive-Cahors-Toulouse Rodez-Albi-Toulouse Clermont-Ferrand - Aurillac - Toulouse |     |
| Gare de Tourcoing                                   | Franciaország                                | Tourcoing                                                         | Fives-Mouscron-vasútvonal Somain-Halluin-vasútvonal | TGV Ouigo K80 P80 |     |
| Gare de Tours                                       | Franciaország                                | Tours                                                             | Tours–Le Mans-vasútvonal Tours–Saint-Nazaire-vasútvonal Les Sables-d'Olonne–Tours-vasútvonal | TGV Intercités 25 Le Mans - Château du Loir - Tours 2.1 ORLÉANS // BLOIS-CHAMBORD // TOURS 2.2 TOURS // VIERZON // BOURGES // NEVERS 2.3 TOURS // LOCHES 2.5 TOURS // PORT DE PILES // POITIERS 2.6 ORLÉANS // TOURS // SAUMUR // NANTES 2.7 TOURS // CHINON 2.8 LE MANS // CHÂTEAU-DU-LOIR // TOURS 2.9 CHARTRES // VOVES // CHÂTEAUDUN // VENDÔME // TOURS Ligne 10 Bressuire-Thouars-Saumur Ligne 11 Poitiers-Tours |     |
| Gare de Valence-Rhône-Alpes-Sud TGV                 | Franciaország                                | Alixan                                                            | Combs-la-Ville-Saint-Louis-vasútvonal LGV Méditerranée Valence–Moirans-vasútvonal | TGV Thalys Ouigo Alta Velocidad Española Lyria Elipsos TER 61 ligne 14 Gap - Die - Valence - (Romans) |     |
| Gare de Valence-Ville                               | Franciaország                                | Valence                                                           | Párizs–Marseille-vasútvonal Valence–Moirans-vasútvonal | TGV Intercités TER 61 TER 10 ligne 14 Gap - Die - Valence - (Romans) (Marseille) - Avignon - Valence - Lyon |     |
| Gare de Valenciennes                                | Franciaország                                | Valenciennes                                                      | Fives-Hirson-vasútvonal Douai-Blanc-Misseron-vasútvonal Lourches-Valenciennes-vasútvonal | TGV K61 C60 K60 K43 P43 P63 S02 S03 |     |
| Gare de Vannes                                      | Franciaország                                | Vannes                                                            | Savenay–Landerneau-vasútvonal | TGV Intercités 02 Rennes - Quimper 03 Brest - Quimper - Nantes 15 Rennes - Messac - Redon - Vannes 19 Vannes - Lorient - Quimper |     |
| Gare de Vendôme - Villiers-sur-Loir TGV             | Franciaország                                | Vendôme                                                           | LGV Atlantique | TGV |     |
| Gare de Versailles-Chantiers                        | Franciaország                                | Versailles                                                        | Párizs–Brest-vasútvonal Grande Ceinture line | TGV RER C Transilien N Transilien U 3.2 LE MANS // NOGENT-LE-ROTROU // CHARTRES // PARIS Line V Granville-Argentan-L'Aigle-Paris |     |
| Gare de Vierzon-Ville                               | Franciaország                                | Vierzon                                                           | Orléans–Montauban-vasútvonal Vierzon-Saincaize-vasútvonal Vierzon–Saint-Pierre-des-Corps-vasútvonal | TGV Intercités 1.2 ORLÉANS // SALBRIS // VIERZON 1.3 VIERZON // CHÂTEAUROUX 1.4 NEVERS // BOURGES // VIERZON // ORLÉANS 2.2 TOURS // VIERZON // BOURGES // NEVERS |     |
| Gare de Vitré                                       | Franciaország                                | Vitré                                                             | Párizs–Brest-vasútvonal ligne de Vitré à Pontorson | TGV 14 Rennes - Vitré - Laval - Le Mans/Angers 27 Laval - Rennes |     |
| Gare des Arcs - Draguignan                          | Franciaország                                | Les Arcs                                                          | Marseille–Ventimiglia-vasútvonal | TGV ligne 02 ligne 3 ligne 6 |     |
| Gare des Aubrais - Orléans                          | Franciaország                                | Fleury-les-Aubrais                                                | Párizs–Bordeaux-vasútvonal Orléans–Montauban-vasútvonal Aubrais-Orléans–Orléans-vasútvonal Aubrais - Orléans à Malesherbes-vasútvonal Orléans–Montargis-vasútvonal | TGV 1.1 PARIS // ÉTAMPES // ORLÉANS 1.2 ORLÉANS // SALBRIS // VIERZON 1.4 NEVERS // BOURGES // VIERZON // ORLÉANS 2.1 ORLÉANS // BLOIS-CHAMBORD // TOURS |     |
| Gare des Sables-d'Olonne                            | Franciaország                                | Les Sables-d’Olonne                                               | Les Sables-d'Olonne–Tours-vasútvonal | TGV 8 Nantes - La Roche sur Yon - Les Sables d'Olonne 14 Les Sables d'Olonne - La Roche sur Yon - Bressuire - Saumur |     |
| Gare du Creusot TGV                                 | Franciaország                                | Écuisses                                                          | LGV Sud-Est | TGV |     |
| Gare du Croisic                                     | Franciaország                                | Le Croisic                                                        | Saint-Nazaire-Le Croisic-vasútvonal | TGV 1 Nantes <> Saint-Nazaire <> Le Croisic |     |
| Gare du Futuroscope                                 | Franciaország                                | Chasseneuil-du-Poitou                                             | Párizs–Bordeaux-vasútvonal | TGV 2.5 TOURS // PORT DE PILES // POITIERS Ligne 11 Poitiers-Tours Ligne 12+ Châtellerault-Poitiers-Angoulême |     |
| Gare du Havre                                       | Franciaország                                | Le Havre                                                          | Párizs–Le Havre-vasútvonal | TGV Intercités Fécamp-Bréauté-Le Havre Rolleville-Le Havre Rouen-Le Havre |     |
| Gare du Mans                                        | Franciaország                                | Le Mans                                                           | Párizs–Brest-vasútvonal Tours–Le Mans-vasútvonal Le Mans–Angers-vasútvonal Le Mans–Mézidon-vasútvonal | TGV Intercités Ouigo 21 Le Mans - Angers - Nantes 22 Le Mans - Laval 23 Le Mans - Nogent le Rotrou - Paris 24 Le Mans - Alençon - Caen 25 Le Mans - Château du Loir - Tours Caen-Alençon-Le Mans-Tours 2.8 LE MANS // CHÂTEAU-DU-LOIR // TOURS 3.2 LE MANS // NOGENT-LE-ROTROU // CHARTRES // PARIS |     |
| Gare du Pouliguen                                   | Franciaország                                | Le Pouliguen                                                      | Saint-Nazaire-Le Croisic-vasútvonal | TGV 1 Nantes <> Saint-Nazaire <> Le Croisic |     |
| Gare d’Agde                                         | Franciaország                                | Agde                                                              | Bordeaux–Sète-vasútvonal | TGV Elipsos Narbonne-Montpellier-Avignon |     |
| Gare d’Agen                                         | Franciaország                                | Agen                                                              | Bordeaux–Sète-vasútvonal Niversac-Agen-vasútvonal | TGV Intercités Ligne 34 Périgueux-Agen/Sarlat Ligne 44 Bordeaux-Agen Bordeaux-Toulouse-Agen |     |
| Gare d’Aime-La Plagne                               | Franciaország                                | Aime Aime-la-Plagne                                               | Saint-Pierre-d'Albigny-Bourg-Saint-Maurice-vasútvonal | Intercités Thalys Eurostar TGV TER 52 |     |
| Gare d’Aix-en-Provence TGV                          | Franciaország                                | Cabriès                                                           | LGV Méditerranée | TGV Thalys Ouigo Lyria Elipsos Alta Velocidad Española |     |
| Gare d’Aix-les-Bains-Le Revard                      | Franciaország                                | Aix-les-Bains                                                     | Culoz–Modane-vasútvonal Aix-les-Bains-Annemasse-vasútvonal | TGV TER 04 TER 52 Annecy − Chambéry Chambéry − Culoz − Genève |     |
| Gare d’Albertville                                  | Franciaország                                | Albertville                                                       | Saint-Pierre-d'Albigny-Bourg-Saint-Maurice-vasútvonal Annecy–Albertville-vasútvonal | TGV TER 52 |     |
| Gare d’Angers-Saint-Laud                            | Franciaország                                | Angers                                                            | Tours–Saint-Nazaire-vasútvonal Angers-Saint-Laud-La Flèche-vasútvonal Le Mans–Angers-vasútvonal | TGV Intercités Ouigo 4 Angers <> Nantes 19 Nantes - Angers - Saumur 20 Angers - Cholet 21 Le Mans - Angers - Nantes 2.6 ORLÉANS // TOURS // SAUMUR // NANTES |     |
| Gare d’Angoulême                                    | Franciaország                                | Angoulême                                                         | Párizs–Bordeaux-vasútvonal Beillant-Angoulême-vasútvonal Limoges-Bénédictins-Angoulême-vasútvonal ligne d'Angoulême à Matha | TGV Ligne 12+ Châtellerault-Poitiers-Angoulême Ligne 13 Angoulême-Bordeaux Ligne 16 Angoulême-Saintes-Royan Ligne 18 Angoulême-Limoges |     |
| Gare d’Annecy                                       | Franciaország                                | Annecy                                                            | Aix-les-Bains-Annemasse-vasútvonal | TGV Léman Express Line 2 TER 04 Annecy − Chambéry |     |
| Gare d’Annemasse                                    | Franciaország                                | Annemasse                                                         | Aix-les-Bains-Annemasse-vasútvonal d'Annemasse–Genève-Eaux-Vives-vasútvonal Cornavin–Eaux-Vives–Annemasse-vasútvonal Léaz–Saint-Gingolph-vasútvonal | TGV RegioExpress Léman Express Line 1 Léman Express Line 2 Léman Express Line 3 Léman Express Line 4 TER 03 |     |
| Gare d’Antibes                                      | Franciaország                                | Antibes                                                           | Marseille–Ventimiglia-vasútvonal | TGV Intercités Lyria ligne 3 ligne 4 ligne 6 |     |
| Gare d’Arcachon                                     | Franciaország                                | Arcachon                                                          | Lamothe–Arcachon-vasútvonal | TGV F41 |     |
| Gare d’Arles                                        | Franciaország                                | Arles                                                             | Párizs–Marseille-vasútvonal Arles-Lunel-vasútvonal | TGV Intercités TER Occitanie ligne 08 TER 10 ligne 11 |     |
| Gare d’Arras                                        | Franciaország                                | Arras                                                             | Párizs-Lille-vasútvonal Arras-Saint-Pol-sur-Ternoise-vasútvonal | TGV K90+ K92+ K94+ P53 P44 P22 P52 P54 K43 K12 K44 K45 K52 |     |
| Gare d’Auray                                        | Franciaország                                | Auray                                                             | Savenay–Landerneau-vasútvonal Auray–Quiberon-vasútvonal | TGV Intercités 02 Rennes - Quimper 03 Brest - Quimper - Nantes 19 Vannes - Lorient - Quimper 32 Auray - Quiberon |     |
| Gare d’Avignon TGV                                  | Franciaország                                | Avignon                                                           | Combs-la-Ville-Saint-Louis-vasútvonal LGV Méditerranée | TGV Thalys Eurostar Alta Velocidad Española Ouigo Lyria Elipsos ligne 16 ligne 09 |     |
| Gare d’Avignon-Centre                               | Franciaország                                | Avignon                                                           | Párizs–Marseille-vasútvonal d’Avignon–Miramas-vasútvonal | TGV ligne 08 ligne 16 ligne 09 TER 10 (Marseille) - Avignon - Valence - Lyon Narbonne-Montpellier-Avignon Nîmes - Pont-Saint-Esprit |     |
| Gare d’Hazebrouck                                   | Franciaország                                | Hazebrouck                                                        | Lille–Fontinettes-vasútvonal Arras–Dunkirk-vasútvonal | TGV K52 K70 K71 P52 P54 P70 P71 C70 |     |
| Gare d’Hyères                                       | Franciaország                                | Hyères                                                            | La Pauline-Hyères aux Salins-d’Hyères-vasútvonal | TGV ligne 1 |     |
| Gare d’Orange                                       | Franciaország                                | Orange                                                            | Párizs–Marseille-vasútvonal Orange-l’Isle - Fontaine-de-Vaucluse-vasútvonal | TGV TER 10 (Marseille) - Avignon - Valence - Lyon |     |
| Gare d’Épinal                                       | Franciaország                                | Épinal                                                            | Blainville-Damelevières–Lure-vasútvonal Épinal-Bussang-vasútvonal Neufchâteau-Épinal-vasútvonal | TGV Fret SNCF BELFORT // VESOUL // ÉPINAL A08 Strasbourg Saâles St Dié des Vosges Épinal L04 Nancy Épinal Remiremont |     |
| Gare d’Évian-les-Bains                              | Franciaország                                | Évian-les-Bains                                                   | Léaz–Saint-Gingolph-vasútvonal Tonkin-Linie | TGV Léman Express Line 1 |     |
| Kaiserslautern Hauptbahnhof                         | Németország                                  | Kaiserslautern                                                    | Mannheim–Saarbrücken-vasútvonal | TGV Intercity-Express S1 S2 |     |
| Karlsruhe Hauptbahnhof                              | Németország                                  | Karlsruhe                                                         | Mannheim–Karlsruhe–Bázel nagysebességű vasútvonal Karlsruhe–Mühlacker-vasútvonal Winden–Karlsruhe-vasútvonal Rheinbahn | TGV Intercity-Express Intercity IRE 1 (Baden-Württemberg) S9 S3 S 31 S 32 RE 45 RE 2 (Baden-Württemberg) RE 4 Freizeitexpress Albtäler |     |
| Köln Hauptbahnhof                                   | Németország                                  | Altstadt-Nord                                                     | Keulen-Kranenburg-vasútvonal Köln–Aachen nagysebességű vasútvonal Rajna-balpart vasútvonal Köln–Duisburg-vasútvonal Siegstrecke Köln–Frankfurt nagysebességű vasútvonal Rajna jobbparti vasútvonal | TGV Thalys Intercity-Express Hamburg-Köln-Express Nightjet Metropolitan ICE 78 FlixTrain S11 S19 S6 S12 |     |
| Liège-Guillemins vasútállomás                       | Belgium                                      | Liège                                                             | line 34 HSL 4 Brüsszel–Liège-vasútvonal Wesertalstrecke Lüttich–Maastricht-vasútvonal 125-ös vasútvonal HSL 2 Linie 43 | Intercity-Express TGV Thalys Nightjet EuregioAIXpress S42 S43 S44 |     |
| Luxemburg vasútállomás                              | Luxemburg                                    | Luxembourg                                                        | CFL 10-es vonal CFL 50-es vonal Luxemburg–Wasserbillig-vasútvonal 70-es vasútvonal Luxemburg–Echternach-vasútvonal Luxemburg–Remich-vasútvonal | TGV TER Lorraine EuroCity TER 200 L01 Nancy - Metz - Luxembourg |     |
| Lyon-Perrache pályaudvar                            | Franciaország                                | Lyon 2. kerülete                                                  | Párizs–Marseille-vasútvonal Lyon–Genf-vasútvonal Saint-Étienne–Lyon-vasútvonal Moret–Lyon-vasútvonal | TGV Intercités Ouigo Ouibus TER 01 Clermont - Roanne - Lyon TER 10 (Marseille) - Avignon - Valence - Lyon LYON // MÂCON // DIJON LYON // PARAY-LE-MONIAL // NEVERS 2.2 TOURS // VIERZON // BOURGES // NEVERS (Dijon) - Mâcon - Lyon TER 32 Paray-le-Monial - Lozanne - Lyon |     |
| Mannheim Hauptbahnhof                               | Németország Német Császárság Német Szövetség | Mannheim                                                          | Mannheim–Karlsruhe–Bázel nagysebességű vasútvonal Mannheim–Saarbrücken-vasútvonal Mainz–Mannheim-vasútvonal Westliche Einführung der Riedbahn Mannheim–Frankfurt-vasútvonal Mannheim–Stuttgart nagysebességű vasútvonal Rheinbahn Mannheim Hbf – Mannheim Hgbf Mannheim Hbf – Heidelberg-Kirchheim/Rohrbach-vasútvonal | TGV Intercity-Express Railjet Nightjet S1 S2 S3 S4 S6 S8 S39 (RMV) S9 |     |
| München Hauptbahnhof                                | Németország                                  | Ludwigsvorstadt-Isarvorstadt München                              | München–Regensburg-vasútvonal München–Treuchtlingen-vasútvonal München–Augsburg nagysebességű vasútvonal München–Garmisch-Partenkirchen-vasútvonal München–Holzkirchen-vasútvonal München–Rosenheim-vasútvonal | TGV Intercity-Express Railjet Arriva-Länderbahn-Express Regional-Express Bayerische Oberlandbahn ICE Sprinter Nightjet ECE 88 FlixTrain Donau-Isar-Express München–Nürnberg-expressz RE 5 RB 54 RB 55 RB 56 RB 57 RB 58 RB 16 RB 33 WESTblue RB 6 (Bayern) |     |
| Neuchâtel vasútállomás                              | Svájc                                        | Neuchâtel                                                         | Lausanne–Bienne-vasútvonal Bern–Neuenburg-vasútvonal Neuchâtel–Le Locle-Col-des-Roches-vasútvonal Neuchâtel-Pontarlier-vasútvonal | TGV S5 S20 IC 5 |     |
| Paris Gare Montparnasse                             | Franciaország                                | Párizs 14. kerülete Plaisance Párizs 15. kerülete Quartier Necker | Párizs–Brest-vasútvonal | TGV Atlantique Intercités Transilien N TGV 23 Le Mans - Nogent le Rotrou - Paris 3.2 LE MANS // NOGENT-LE-ROTROU // CHARTRES // PARIS Granville-Argentan-L'Aigle-Paris |     |
| Paris Gare de Lyon                                  | Franciaország                                | Párizs 12. kerülete                                               | Párizs–Marseille-vasútvonal | TGV Lyria Noctilien Elipsos Trenitalia France A RER-vonal D RER-vonal Line R |     |
| Paris Gare de l’Est                                 | Franciaország                                | Párizs 10. kerülete                                               | Párizs-Strasbourg-vasútvonal Párizs–Mulhouse-vasútvonal | TGV Intercités Intercity-Express Line P Noctilien Venice-Simplon Orient Express C02 Strasbourg Nancy Bar-le-Duc / St-Dizier Paris-Est C04 Mulhouse /Dijon Troyes Paris-Est |     |
| Paris Gare du Nord                                  | Franciaország                                | Saint-Vincent-de-Paul Párizs 10. kerülete                         | Párizs-Lille-vasútvonal | TGV Intercités Thalys Eurostar IZY Transilien Linie K Transilien H B RER-vonal D RER-vonal K10 K11 K12 K13 K14 K15 K16 C10 C11 C13 C14 C17 C12 S06 |     |
| Saarbrücken Hauptbahnhof                            | Németország                                  | Saarbrücken                                                       | Mannheim–Saarbrücken-vasútvonal Rémilly–Saarbrücken-vasútvonal Saar Railway Fischbach Valley Railway Nahe Valley Railway Saarbrücken–Sarreguemines-vasútvonal | Intercity-Express TGV A06/L20 Strasbourg Sarreguemines Sarrebruck L15 Metz Rémilly Forbach Sarrebruck |     |
| Sierre/Siders vasútállomás                          | Svájc                                        | Wallis kanton Sierre                                              | Simplon-vasútvonal | TGV ligne R |     |
| Sion vasútállomás                                   | Svájc                                        | Sion                                                              | Simplon-vasútvonal | TGV ligne R |     |
| Stazione di Bardonecchia                            | Olaszország                                  | Bardonecchia                                                      | Torino–Modane-vasútvonal | TGV Line SFM3 |     |
| Stazione di Genova Brignole                         | Olaszország                                  | Genova                                                            | Pisa–La Spezia–Genova-vasútvonal Torino–Genova-vasútvonal Asti–Genova-vasútvonal Genova–Ventimiglia-vasútvonal | TGV EuroCity InterCity Frecciabianca |     |
| Stazione di Genova Piazza Principe                  | Olaszország                                  | Genova                                                            | Torino–Genova-vasútvonal Asti–Genova-vasútvonal Genova–Ventimiglia-vasútvonal Pisa–La Spezia–Genova-vasútvonal Tortona-Genova-vasútvonal Milánó–Genova-vasútvonal | TGV |     |
| Stazione di Novara                                  | Olaszország                                  | Novara                                                            | Torino–Milánó-vasútvonal Arona–Novara-vasútvonal Biella–Novara-vasútvonal Domodossola-Novara-vasútvonal Novara–Pino-vasútvonal Novara–Varallo-vasútvonal Novara–Alessandria-vasútvonal | TGV S6 |     |
| Stazione di Oulx-Cesana-Claviere-Sestriere          | Olaszország                                  | Oulx                                                              | Torino–Modane-vasútvonal | TGV Line SFM3 |     |
| Stazione di Torino Porta Susa (2008)                | Olaszország                                  | Torino                                                            | Torino–Milánó-vasútvonal Passante ferroviario di Torino Torino–Milánó nagysebességű vasútvonal Torino–Genova-vasútvonal | TGV Frecciarossa Nuovo Trasporto Viaggiatori Line SFM1 Line SFM2 Line SFM4 Linea SFM6 Line SFM7 |     |
| Stazione di Ventimiglia                             | Olaszország                                  | Ventimiglia                                                       | Marseille–Ventimiglia-vasútvonal Genova–Ventimiglia-vasútvonal Cuneo-Limone-Ventimiglia-vasútvonal | TGV Trenitalia France treno regionale InterCity ligne 4 ligne de Coni à Vintimille |     |
| Stazione di Vercelli                                | Olaszország                                  | Vercelli                                                          | Torino–Milánó-vasútvonal Vercelli–Casale Monferrato-vasútvonal Vercelli–Pavia-vasútvonal | TGV |     |
| Stuttgart Hauptbahnhof                              | Németország                                  | Stuttgart-Mitte                                                   | Filstalbahn Würzburg–Stuttgart-vasútvonal Stuttgart–Horb-vasútvonal Verbindungsbahn Mannheim–Stuttgart nagysebességű vasútvonal | TGV Intercity-Express Railjet IRE 1 (Baden-Württemberg) RB 13 (Baden-Württemberg) RE 17B (Baden-Württemberg) RB 17A (Baden-Württemberg) RB 17C (Baden-Württemberg) FlixTrain EuroNight |     |
| Ulm Hauptbahnhof                                    | Németország                                  | Ulm                                                               | Filstalbahn Ulm–Augsburg-vasútvonal Südbahn Ulm–Sigmaringen-vasútvonal Aalen–Ulm-vasútvonal Wendlingen–Ulm nagysebességű vasútvonal | TGV Intercity-Express Railjet Agilis EuroCity RB 56 (Baden-Württemberg) RB 57 (Baden-Württemberg) RE 57 (Baden-Württemberg) RE 200 EuroNight |     |
| Vallorbe vasútállomás                               | Svájc                                        | Vallorbe                                                          | Simplon-vasútvonal Dijon–Vallorbe-vasútvonal Vallorbe–Le Brassus railway line Ligne Pontarlier - Vallorbe | TGV Regio R3 VALLORBE // FRASNE // PONTARLIER |     |
| Visp vasútállomás                                   | Svájc                                        | Visp                                                              | Lötschberg bázisalagút Simplon-vasútvonal Brig–Zermatt-vasútvonal | TGV ligne R IC 6 IC 8 |     |
| Zürich Hauptbahnhof                                 | Svájc                                        | Zürich                                                            | Altstetten–Zürich HB–Oerlikon-vasútvonal Zürichberglinie Zürich-Rapperswil-vasútvonal Zürich-Näfels-vasútvonal Zürich–Baden-vasútvonal Zürich–Winterthur-vasútvonal | TGV Intercity-Express Railjet Lyria EuroCity Nightjet ECE 88 S2 S3 S5 S6 S7 S8 S9 S11 S12 S14 S15 S16 S19 S20 S21 S24 S25 S42 IC 1 IC 2 IC 3 IC 5 IC 8 IC 81 |     |
| stazione di Milano Porta Garibaldi superficie       | Olaszország                                  | Milánó                                                            | Chiasso–Milánó-vasútvonal Domodossola–Milánó-vasútvonal Lecco–Milánó-vasútvonal Luino–Milánó-vasútvonal | TGV S7 S8 S11 RE5 |     |